# Théâtre du Soleil
Das französische Theaterkollektiv Théâtre du Soleil ([teatʀ dy sɔ'lej]) wurde 1964 von Ariane Mnouchkine und Philippe Léotard, mit Hilfe von Jean-Claude Penchenat, Roberto Moscoso und Françoise Tournafond, gegründet.  Mnouchkine gründete die Truppe nach Absolvierung einer Ausbildung bei Jacques Lecoq. Ihre Hauptspielstätte hat die kosmopolitische Truppe vor den Toren von Paris, in der alten Munitionsfabrik von Vincennes (La Cartoucherie), wo heute noch weitere Theatergruppen ihren Sitz haben.

## Geschichte des Théâtre du Soleil
Der Name des Theaters ist eine Anspielung auf das Werk La città del Sole, in dem eine kommunistische Utopie beschrieben wird, die das Théâtre du Soleil in gewisser Weise zu realisieren versucht. Das Théâtre du Soleil versteht sich als politisch aktives Theater, das gesellschaftskritisch auf die soziale Wirklichkeit Einfluss nehmen und »die Bedingungen, unter denen wir leben, verändern« möchte (Ariane Mnouchkine). Es orientiert sich sowohl am Theater des Fernen Ostens und an der griechischen Tragödie als auch an den Traditionen des volkstümlichen Theaters wie der Commedia dell’arte. Die Methoden und Techniken des Körpertheaters eignete sich die Gruppe in der Schule von Jacques Lecoq an. Sie arbeitet heute mit den Mitteln der Pantomime, des Kabaretts, der Akrobatik und der Improvisation. Der internationale Durchbruch gelang dem Théâtre du Soleil mit dem dreiteiligen Shakespeare-Zyklus (König Richard II., König Heinrich IV. und Was ihr wollt) und der Produktion 1789. Für die Spielpraxis entscheidend ist die dramaturgische Einbeziehung des Zuschauers in die Spielhandlung: Als Mitakteur ist er aufgefordert, die Impulse zur Veränderung der Wirklichkeit, die in der Handlung angelegt sind, mitzuvollziehen.
Ariane Mnouchkine versucht im Théâtre du Soleil jede Vorstellung zu einem Fest zu machen, und dazu nimmt sie das Publikum persönlich als Kartenabreißerin in Empfang. Mnouchkine integriert gerne Techniken aus Japan oder China in ihre Stücke und immer sind ein paar Musiker dabei, um ihr Stück zu begleiten. Ihre Inszenierungen ernten nicht mehr jedes Mal die internationale Begeisterung wie noch vor ein paar Jahren, aber ein Erlebnis sind sie noch immer.
1978 realisierte Ariane Mnouchkine mit monumentalem Aufwand einen Film über die Lebensgeschichte des Jean-Baptiste Poquelin, besser bekannt unter dem Namen „Molière“. 120 Schauspieler, 600 Statisten, 1300 Kostüme und 220 Schauplätze kamen zum Einsatz, um die Welt und das Jahrhundert des Dichters lebendig werden zu lassen. In rauschenden Bildern einer Zeit voller Widersprüche, geprägt von bitterer Armut und dekadentem Luxus, Scheinheiligkeit und Freidenkertum, grausamer Repression und ausschweifender Volksfeste wird die Geschichte eines Mannes erzählt, der bis zur Erschöpfung unermüdlich für seine Kunst kämpft.

## Wichtige Inszenierungen und Filme
- 1789, adapté par Ariane Mnouchkine au cinéma avec la Troupe du Soleil (1970)
- L'âge d'or (1975)
- Molière, ou la vie d'un honnête homme, ein Film von Ariane Mnouchkine (1978)
- Méphisto. Le roman d'une carrière d'après Klaus Mann (1979–1980) Adaption und Regie: Ariane Mnouchkine
- Richard II., Heinrich IV. von Shakespeare (1981),
- La Nuit des Rois von Shakespeare (1982)
- L'histoire terrible mais inachevée de Norodom Sihanouk, roi du Cambodge  von Hélène Cixous (1985)
- Die Atriden: Iphigenie auf Tauris von Euripides und die Orestie von Aischylos (Agamemnon, Die Choephoren, Die Eumeniden) (1990–1993)
- La Ville parjure von Hélène Cixous
- Tartuffe von Molière (1995)
- Et soudain des nuits d'éveil, kollektive Kreation (1997)
- Tambours sur la digue von Hélène Cixous (1999), 2001 verfilmt von Ariane Mnouchkine
- Le dernier Caravansérail, kollektive Kreation (2005)
- Les Ephémères[2], kollektive Kreation, unter der Leitung von Ariane Mnouchkine (2007)
- Les Naufragés du Fol Espoir (Aurores), texte écrit en partie par Hélène Cixous et inspiré de Jules Verne, Inszenierung: Ariane Mnouchkine (2010)